# Rimantas Sakalauskas
Rimantas Sakalauskas (Šiauliai, 1951) è uno scultore lituano.

## Biografia
La maggior parte delle sue opere si trovano nei cimiteri e nelle chiese. Le mostre personali del suo lavoro sono state tenute presso il Museo Kretinga, in una galleria privata in Israele e presso il Ministero degli Esteri della Lituania. Il suo lavoro è stato esposto anche in Lettonia, Estonia, Svezia e Germania. Molte delle sue opere sono state commissionate dall'Ordine Francescano, tra cui opere presso la Chiesa di Bernadina di Vilnius, la Cappella delle Sacre Scale presso la Chiesa Bernardina e il pulpito presso il monastero della Collina delle Croci.